# كسوة الكعبة
كسوة الكعبة، وهي قطعة من الحرير الأسود المنقوش عليها آيات من القرآن من ماء الذهب، تُكسى بها الكعبة المشرفة، ويتم استبدالها مرة في السنة، وذلك في موعد استبدالها الجديد في غرة شهر الله المحرم مطلع كل عام هجري جديد، بدلاً الموعد القديم الذي كان يوافق  يوم عرفة في التاسع من ذي الحجة خلال موسم الحج. وبرع فيها أكبر فناني العالم الإسلامي، حيث أنه يعتبر شرفاً عظيماً في العالم الإسلامي.

## الحكمة من الكسوة

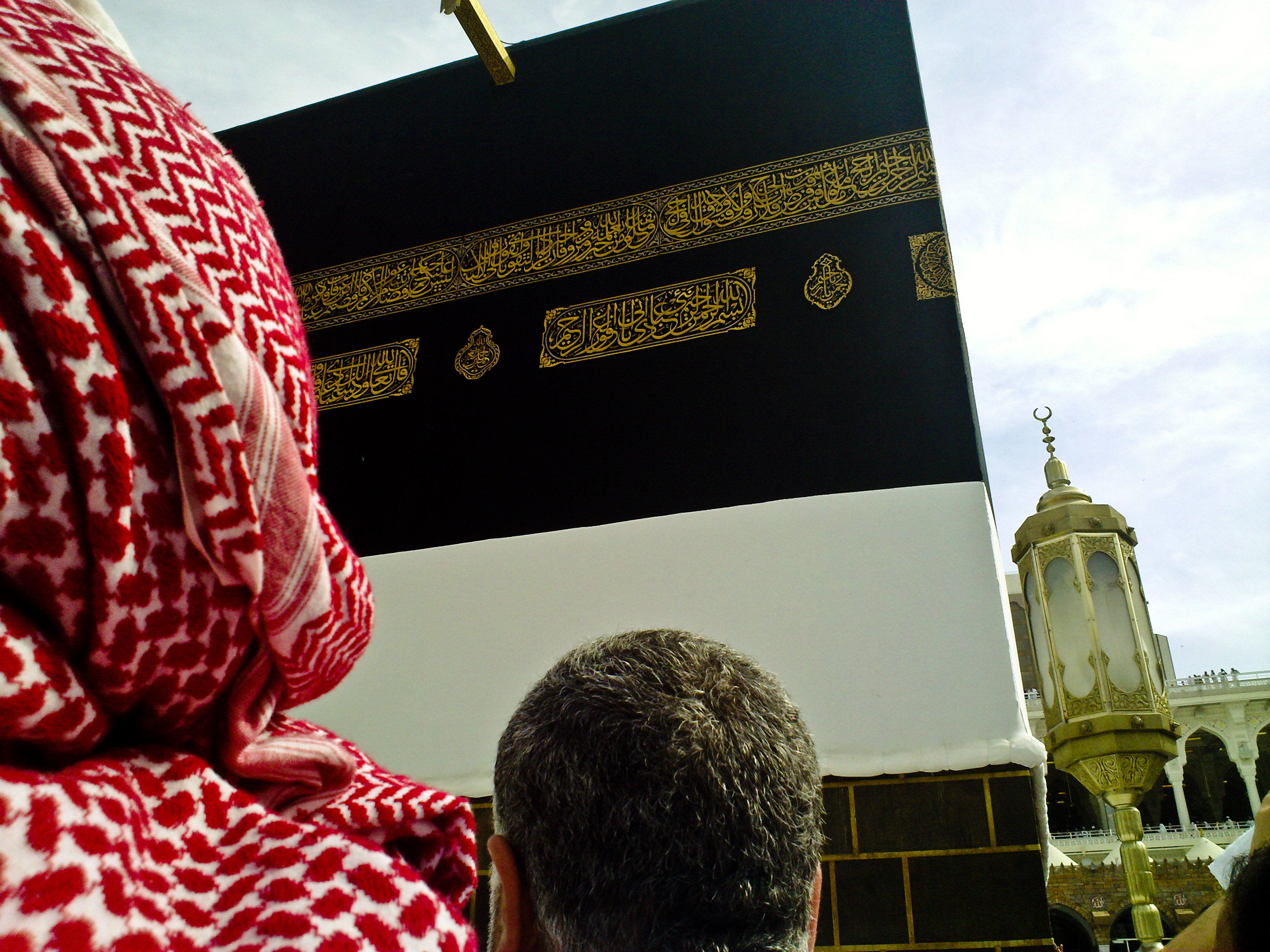
رفع كساء الكعبة المبطن أثناء الحج

الحكمة من كسوة الكعبة أنها تعتبر من الشعائر الإسلامية ، وهي اتباع لما قام به النبي محمد والصحابة من بعده، فقد ثبت أنه بعد فتح مكة في العام التاسع الهجري كسا الرسول في حجة الوداع الكعبة بالثياب اليمانية وكانت نفقاتها من بيت مال المسلمين.
وذلك أنه عند فتح مكة، أبقى النبي كسوة الكعبة القديمة التي كُسيت بها قبل الفتح ولم يستبدلها، حتى احترقت الكسوة على يد امرأة تريد تبخيرها فكساها النبي محمد بالثياب اليمانية، ثم كساها الخلفاء الراشدون من بعده، أبو بكر وعمر بالقباطي والبرود اليمانية، ثم كساها عثمان بن عفان بكسوتين أحدهما فوق الأخرى فكان هذا العمل الأول من نوعه في الإسلام، أما عن علي فلم ترد روايات أو اشارات مؤرخين أنه كسا الكعبة، نظرا لانشغاله بالفتن التي حدثت في عهده، ثم واصل من بعدهم ملوك الإسلام والسلاطين في شتى العصور يتعهدون الكعبة بكسائها.
و في الإسلام فإن كسوة الكعبة «مشروعة» أو «مستحبة» على الأقل، لأن ذلك من تعظيم بيت الله الحرام، حيث ورد في القرآن: «ذَلِكَ وَمَنْ يُعَظِّمْ حُرُمَاتِ اللَّهِ فَهُوَ خَيْرٌ لَهُ عِنْدَ رَبِّهِ، وَأُحِلَّتْ لَكُمُ الْأَنْعَامُ إِلَّا مَا يُتْلَى عَلَيْكُمْ، فَاجْتَنِبُوا الرِّجْسَ مِنَ الْأَوْثَانِ وَاجْتَنِبُوا قَوْلَ الزُّورِ»، وكانت الكعبة معظمة في شرائع الأنبياء السابقين، وجاء الإسلام والكعبة تُكسى، واستمر الأمر على ذلك إلى يوم الناس هذا.
وأما رفع كساء الكعبة المبطن بالقماش الأبيض في موسم الحج، إنما يُفعل لحمايتها من قطعها بآلات حادة للحصول على قطع صغيرة طلبا للبركة أو الذكرى أو نحو ذلك. وليس أنها إحراماً للكعبة فإن الكعبة جماد لا تُحرِم ولا تؤدي نسكاً، وإنما يكسوها المسلمون اتباعً النبي محمد.

## تاريخ الكسوة

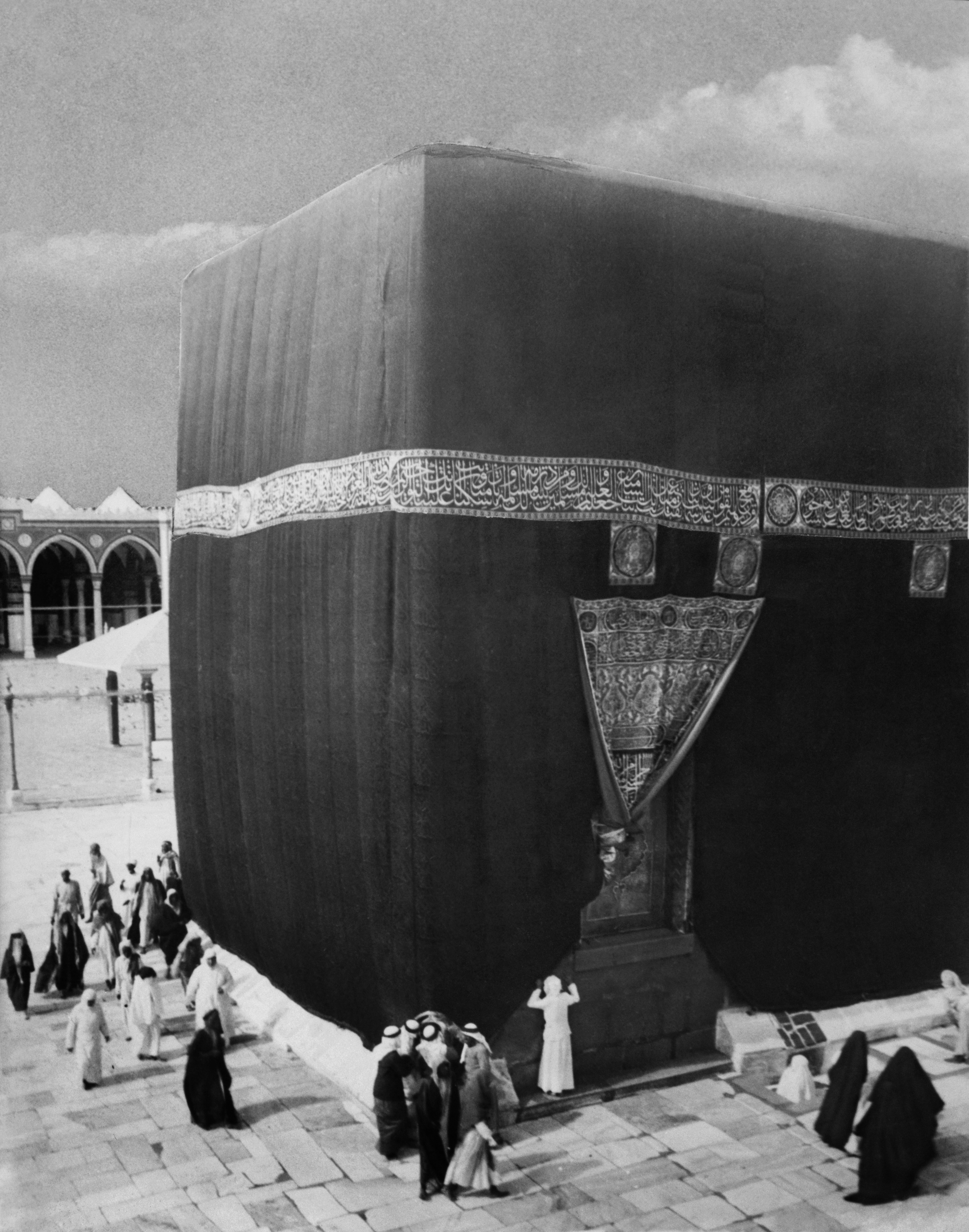
الكعبة المشرفة في عام 1910.

### قبل الإسلام
تعتبر كسوة الكعبة من أهم مظاهر الاهتمام والتشريف والتبجيل للبيت الحرام. وتاريخ كسوة الكعبة جزء من تاريخ الكعبة نفسها، فعندما رفع إبراهيم وإسماعيل قواعد الكعبة المشرفة عاد إبراهيم إلى فلسطين. وذكر أيضاً أن (عدنان بن إد) الجد الأعلى للرسول هو واحد ممن كسوها، ولكن الغالب في الروايات أن (تبع الحميري) ملك اليمن هو أول من كساها كاملة قبل الإسلام بعد أن زار مكة ودخلها دخول الطائفين، وهو أول من صنع للكعبة باباً ومفتاحاً. واستمر في كسوة الكعبة فكساها بالخصف، وهي ثياب غلاظ، ثم كساها المعافى ثم كساها الملاء والوصائل، وكساها خلفاؤه من بعده بالجلد والقباطي. وبعد (تبع الحميري) كساها الكثيرون في الجاهلية، وكانوا يعتبرون ذلك واجباً من الواجبات الدينية. وكانت الكسوة توضع على الكعبة بعضها فوق بعض، فإذا ما ثقلت أو بليت أزيلت عنها وقسمت أو دفنت، حتى آلت الأمور إلى (قصي بن كلاب) الجد الرابع للرسول، والذي قام بتنظيمها بعد أن جمع قبائل قومه تحت لواء واحد وعرض على القبائل أن يتعاونوا فيما بينهم كل حسب قدرته في كسوة الكعبة، وفي غيرها مثل السقاية. وكانت الكسوة ثمرة الرفادة، وهي المعاونة تشترك فيها القبائل، حتى ظهر أبو ربيعة عبد الله بن عمرو المخزومي، وكان تاجراً ذا مال كثير وثراءٍ واسعٍ، فأشار على قريش أن: اكسوا الكعبة، أنا أكسوها سنة، وجميع قريش تكسوها سنة، فوافقت قريش على ذلك، وظل كذلك حتى مات. وأسمته قريش العدل، لأنه عدل بفعله قريشاً كلها.
ورواية ابن أبي مليكة هذه تدل على أن قريشًا كانت تكسو الكعبة، وتوارثت هذا العمل حتى بُعث النبي والكعبة مَكْسُوَّةٌ. والظاهر أن الأمر بقي في صدر الإسلام كما كان في الجاهلية، إذ بقيت كسوة المشركين على الكعبة المشرفة حتى فَتْح مكة. فعن سعيد بن المسيب قال: ولما كان عام الفتح أتت امرأة تجمر الكعبة فاحترقت ثيابها، وكانت كسوة المشركين، فكساها المسلمون بعد ذلك. ومنذ عام الفتح حتى يومنا هذا والمسلمون يتفردون بكسوة الكعبة.
وممن انفردن بكسوة الكعبة المشرفة امرأة تسمى نُتيلة بنت جناب، زوج عبد المطلب وأم العباس، فحين ضاع ابنها العباس نذرت لله أن تكسو الكعبة وحدها إذا عاد إليها ابنها الضائع، فعاد فكانت أول امرأة في التاريخ كست الكعبة وحدها.

### عهد الرسول والخلفاء
كان من الطبيعي ألا يشارك محمد في إكساء الكعبة قبل الفتح، وذلك لأن قريشا لم يسمحوا له بهذا الأمر، إلى أن تم فتح مكة، فأبقى الرسول محمد على كسوة الكعبة، ولم يستبدلها حتى احترقت على يد امرأة تريد تبخيرها. فكساها الرسول محمد بالثياب اليمانية، ثم كساها الخلفاء الراشدون من بعده، أبو بكر وعمر بالقباطي، وعثمان بن عفان بالقباطي والبرود اليمانية حيث أمر عامله على اليمن (يعلى بن منبه) بصنعها، فكان عثمان أول رجل في الإسلام يضع على الكعبة كسوتين، أحدهما فوق الأخرى. أما علي () فلم يذكر المؤرخون أنه كسا الكعبة، نظراً لانشغاله بالفتن التي حدثت في عهده. ومن عام الفتح إلى يومنا هذا، انفرد المسلمون بكسوة الكعبة.
ولم يكن للكسوة ترتيب خاص من قبل الدولة وبيت مال المسلمين، فقد كان الناس يكسونها بما تيسر لهم قطعًا متفرقة من الثياب وبدون التقيد بلون خاص، بل حسب ما تيسر لأحدهم ولو بجزء وناحية من البيت. وكان الناس في الجاهلية قبل ذلك يتحرون إكساءها يوم عاشوراء؛ كما جاء عند البخاري وأحمد عن عائشة قالت: كانوا يصومون عاشوراء قبل أن يفرض رمضان، وكان يومًا تستر فيه الكعبة، فلما فرض الله رمضان، قال رسول الله صلى الله عليه وسلم: من شاء أن يصومه فليصمه، ومن شاء أن يتركه فليتركه.
قال ابن حجر في فتح الباري تعليقًا على الحديث: (وكان يومًا تستر فيه الكعبة)، يفيد أن الجاهلية كانوا يعظمون الكعبة قديمًا بالستور، ويقومون بها. وروى الأزرقي عن ابن جريج قال: كانت الكعبة فيما مضى إنما تكسى يوم عاشوراء، إذا ذهب آخر الحجاج حتى كان بنو هاشم، فكانوا يعلقون عليها القمص يوم التروية من الديباج، لأن يرى الناس ذلك عليها بهاء وجمالاً، فإذا كان يوم عاشوراء علقوا عليها الإزار. واستمر الحال على ما هو عليه في عهد الخلفاء الراشدين، فكساها أبو بكر الصديق القَبَاطي المصرية، ثم في خلافة عمر كساها أيضًا القَبَاطي، وأمر أن تكون الكسوة من بيت مال المسلمين، وقد كانت تحاك في مصر، وسار على سنته سلفه عثمان بن عفان، إلا أنه كان أول من قرر للكعبة كسوتين الأولى بالديباج يوم التروية والأخرى بالقَبَاطي يوم السابع والعشرين من رمضان. ولم يؤثر عن علي بن أبي طالب أنه كسا الكعبة، وما كان ذلك تقصيرًا منه بل لأنه كان مشغولاً بالحرب التي أجبر على خوضها، من أجل ضمان وحدة المسلمين. ومنذ ذلك الحين صارت نفقات الكسوة على الدولة إلا في سنوات معدودات، حيث كان يكسوها أفراد من الموسرين، أو من ذوي المناصب الرفيعة، أو حكام بعض الدول الإسلامية.

### عهد الدولة الأموية
في عصر الدولة الأموية اهتم الخلفاء الأمويون بكسوة الكعبة، وفي عهد معاوية بن أبي سفيان كسيت الكعبة كسوتين في العام: كسوة في يوم عاشوراء والأخرى في آخر شهر رمضان استعدادا لعيد الفطر. وكانت كسوة الكعبة ترسل من دمشق، حيث تصنع من أحسن الأقمشة وأفضلها وترسل إلى مكة في منطقة على أطراف دمشق سميت الكسوة نسبة لذلك، حيث اشتهر محمل الحج الشامي الذي ينطلق من دمشق بجموع الحجيج المجتمعين من كافة البقاع ومن دول كثيرة في الشرق ووسط آسيا، كما أن معاوية هو أيضا أول من طيب الكعبة في موسم الحج وفي شهر رجب.

### عهد الدولة العباسية
اهتم الخلفاء العباسيون بكسوة الكعبة المشرفة اهتماماً بالغاً لم يسبقهم إليه أحد، نظراً لتطور النسيج والحياكة والصبغ والتلوين والتطريز، مما جعل الخلف يصل إلى ما لم يصل إليه السلف.
لذا بحث العباسيون عن خير بلد تصنع أجود أنواع الحرير، فوجدوا غايتهم في (مدينة تنيس) المصرية، التي اشتهرت بالمنتجات الثمينة الرائعة، فصنعوا بها الكسوة الفاخرة من الحرير الأسود على أيدي أمهر النساجين، وكانت قريتا (تونة وشطا) قد اشتهرتا أيضاً بحرفة التطريز. وقد حج المهدي العباسي عام 160هـ، فذكر له سدنة الكعبة أن الكسا قد كثرت على الكعبة والبناء ضعيف ويخشى عليه أن يتهدم من كثرة ما عليه، فأمر بتجريدها مما عليها وألا يسدل عليها إلا كسوة واحدة، وهو المتبع إلى الآن. ثم أمر فطلي البيت كله بالخلوق الغالية والمسك والعنبر. وبعد عامين أمر المهدي بصنع كسوة أخرى للكعبة المشرفة في تنيس بمصر. أما هارون الرشيد فقد أمر بصنع الكسوة من طراز تونة سنة (190هـ) وكانت الكعبة تكسى مرتين. أما الخليفة المأمون (206هـ)، فقد كسا الكعبة المشرفة ثلاث مرات في السنة كالآتي "
- الأولى: من الديباج الأحمر. وتكسى الكعبة بها يوم التروية.
- الثانية: من القباطي. وتكسى غرة رجب.
- الثالثة: من الديباج الأبيض وهذه التي استحدثها المأمون يوم السابع والعشرين من شهر رمضان المبارك.

ولما رفع الأمر للخليفة العباسي جعفر المتوكل، بأن إزار الديباج الأحمر يبلى قبل حلول شهر رجب من مس الناس وتمسحهم بالكعبة، أمر بإزارين آخرين يضافان إلى الإزار الأول، ثم جعل في كل شهرين إزاراً، ثم كساها الناصر العباسي ثوباً أخضر ثم ثوباً أسود. ومن ذلك التاريخ احتفظ باللون الأسود للكسوة إلى يومنا هذا.
كما ظهرت الكتابة على كسوة الكعبة المشرفة منذ بداية العصر العباسي فكان الخلفاء من الأمراء يكتبون أسماءهم على الكسوة ويقرنون بها اسم الجهة التي صنعت بها وتاريخ صنعها، كما هي العادة الجارية إلى اليوم.

### الدولة الفاطمية وكسوة الكعبة

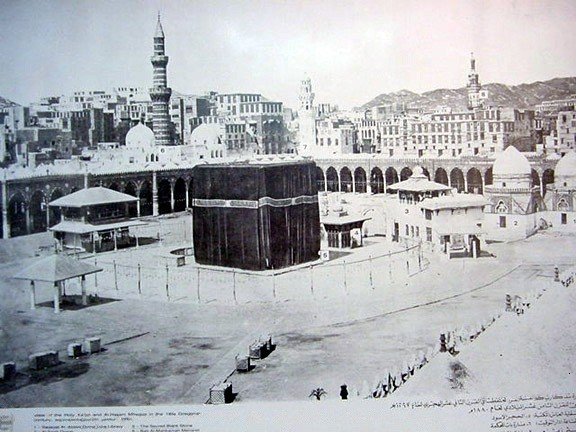
كسوة الكعبة عام 1880 م (1297 هـ)

مع بداية الدولة الفاطمية اهتم الحكام الفاطميين بإرسال كسوة الكعبة كل عام من مصر، وكانت الكسوة بيضاء اللون.
وفي الدولة المملوكية وعهد السلطان الظاهر بيبرس، أصبحت الكسوة ترسل من مصر، حيث كان المماليك يرون أن هذا شرف يجب ألَّا ينازعهم فيه أحد حتى ولو وصل الأمر إلى القتال، فقد أراد ملك اليمن «المجاهد» في عام 751هـ أن ينزع كسوة الكعبة المصرية ليكسوها كسوة من اليمن، فلما علم بذلك أمير مكة أخبر المصريين فقبضوا عليه، وأرسل مصفدا في الأغلال إلى القاهرة.
كما كانت هناك أيضا محاولات لنيل شرف كسوة الكعبة من قبل بلاد الفرس والعراق ولكن سلاطين المماليك لم يسمحوا لأي أحد أن ينازعهم في هذا. وللمحافظة على هذا الشرف، أوقف الملك الصالح إسماعيل بن عبد الملك الناصر محمد بن قلاوون ملك مصر في عام 751هـ وقفا خاصا لكسوة الكعبة الخارجية السوداء مرة كل سنة، وهذا الوقف كان عبارة عن قريتين من قرى القليوبية هما بيسوس وأبو الغيث، وكان يتحصل من هذا الوقف على 8900 درهم سنويا، وظل هذا هو النظام القائم إلى عهد السلطان العثماني سليمان القانوني.
واستمرت مصر في نيل شرف كسوة الكعبة بعد سقوط دولة المماليك وخضوعها للدولة العثمانية، فقد أهتم السلطان سليم الأول بتصنيع كسوة الكعبة وزركشتها وكذلك كسوة الحجرة النبوية، وكسوة مقام إبراهيم الخليل.
وفي عهد السلطان سليمان القانونى أضاف إلى الوقف المخصص لكسوة الكعبة سبع قري أخرى لتصبح عدد القرى الموقوفة لكسوة الكعبة تسعة قرى وذلك للوفاء بالتزامات الكسوة، وظلت كسوة الكعبة ترسل بانتظام من مصر بصورة سنوية يحملها أمير الحج معه في قافلة الحج المصري.
وفي عهد محمد علي باشا توقفت مصر عن إرسال الكسوة بعد الصدام الذي حدث بين أتباع الشيخ محمد بن عبد الوهاب في الأراضي الحجازية وقافلة الحج المصرية في عام 1222هـ الموافق عام 1807م، ولكن أعادت مصر إرسال الكسوة في العام 1228هـ.
وقد تأسست دار لصناعة كسوة الكعبة بحي «الخرنفش» في القاهرة عام 1233هـ، وهو حي عريق يقع عند التقاء شارع بين السورين وميدان باب الشعرية، وما زالت هذه الدار قائمة حتى الآن وتحتفظ بآخر كسوة صنعت للكعبة داخلها، واستمر العمل في دار الخرنفش حتى عام 1962م، إذ توقفت مصر عن إرسال كسوة الكعبة لما تولت المملكة العربية السعودية شرف صناعتها.

### العصر العثماني

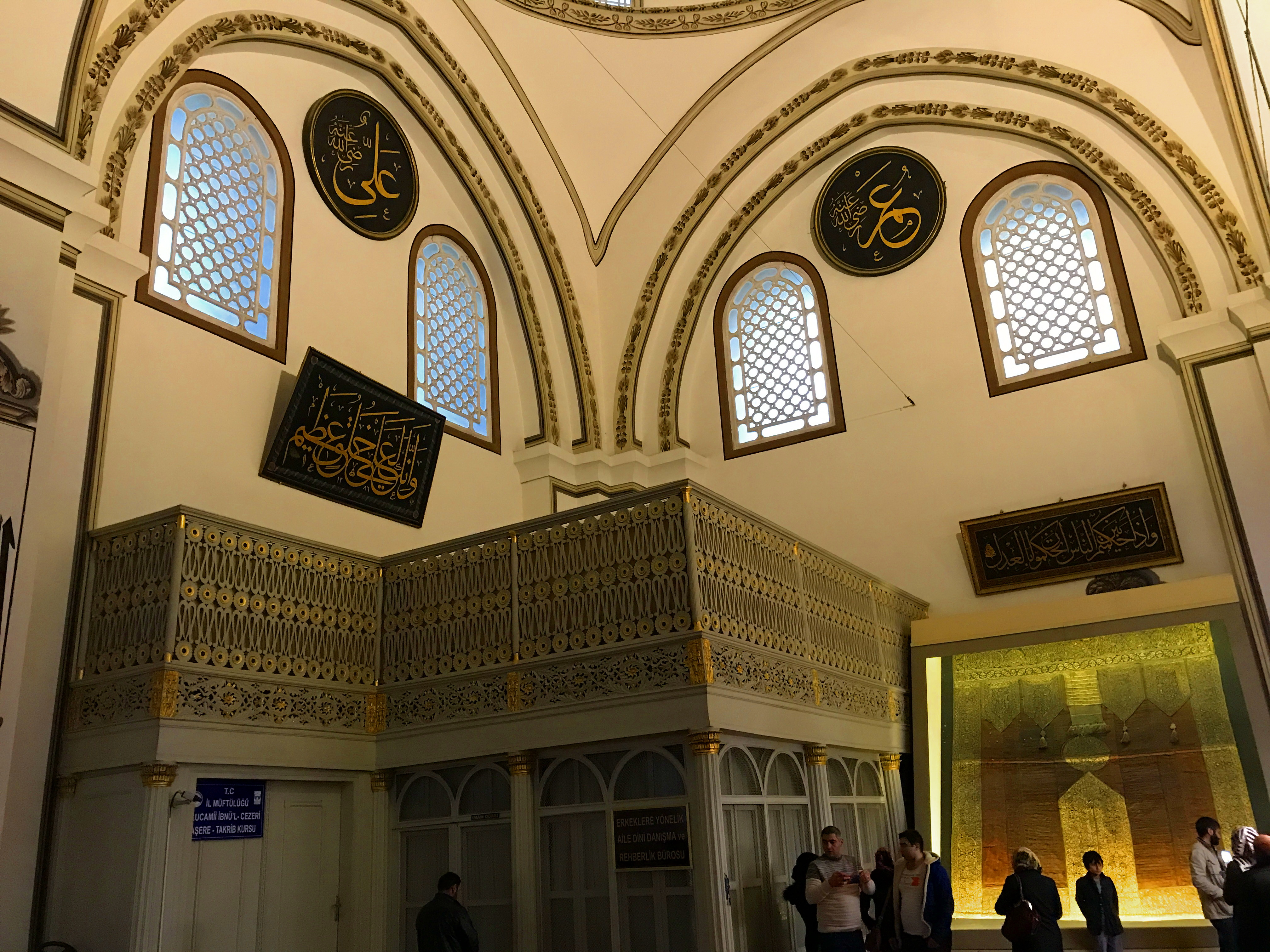
موضع كسوة باب الكعبة الشريفة لعام 1517م محفوظة بمسجد أولو جامع بمدينة بورصة التركية، ومعروضة بالركن الجنوبي الشرقي للجامع بجانب «مقصورة السلطان».
كان المماليك في مصر قد أعدّوا تلك الكسوة في العام السابق للفتح العثماني لمصر، ثم أودعها السلطان سليم الأول في أولو جامع ببورصة بعد استبدالها بأخرى جديدة في العام التالي للحج.

بعد أن بسط السلطان سليم الأول سيطرته على بلاد الشام، ودخل القاهرة في شهر محرم 923هـ، ودخل الحجاز سلمياً في حوزة الدولة العثمانية، اهتم أثناء إقامته في مصر بإعداد كسوة الكعبة المشرفة وكسوة لحجرة الرسول، وكسوة لمقام إبراهيم عليه السلام كما صنع كسوة جديدة للمَحمل، وكتب اسمه على هذا الكساء الذي كان غاية في الإتقان والزخرفة. ومنذ تلك الآونة ظلت كسوة الكعبة المشرفة تُرسل سنوياً من مصر من ريع الوقف الذي وقفه الملك الصالح إسماعيل، إلى أن جاء السلطان سليمان القانوني، فوجد أن ريع هذا الوقف قد ضعف وعجز عن الوفاء، فأمر بشراء سبع قرى إضافة إلى الثلاث السابقة عام 947هـ، لتصبح عشر قرى، ينفق من ريعها على الكسوة الشريفة، فأصبح وقفاً عامراً فائقاً مستمراً. وذلك من أعظم مزايا السلاطين العثمانيين لأن مكة كانت لها مكانة خاصة في نفوسهم، فكانوا ينتهزون أي فرصة للتعبير عن محبتهم واحترامهم للأمراء وأهل مكة، بوصفهم منتسبين إلى آل البيت.
استمرت مصر في إرسال الكسوة والمحمل إلى مكة المكرمة حتى عام 1221هـ. إلا أنه في العام الثاني، كان المد السعودي على مكة المكرمة في عهد الإمام سعود الكبير، فتقابل مع أمير المحمل المصري وأنكر عليه البدع، التي تصحب المحمل من طبل وزمر وخلافه، وحذره من معاودة المجيء إلى الحج بهذه الصورة، فتوقفت مصر عن إرسال الكسوة الخارجية، فكساها الأمير سعود الكبير كسوةً من القز الأحمر، ثم كساها بعد ذلك بالديباج والقيلان الأسود من غير كتابة. وجعل إزارها وكسوة بابها (البرقع) من الحرير الأحمر المطرز بالذهب والفضة.
وبعد سقوط الدرعية على يد جنود محمد علي باشا، وعودة السيادة المصرية العثمانية على الحجاز استأنفت مصر إرسال الكسوة في عام 1228هـ، في إطار جديد، وهو الصرف على شؤون الكسوة من الخزانة المصرية مباشرة بعد أن كان ينفق عليها من أوقاف الحرمين الشريفين. ولكن محمد علي باشا حلّ ذلك الوقف، وأدخل إيراداته الخزانة المصرية. وقد ترتب على ذلك أن أصبحت الظروف السياسية وطبيعة العلاقات مع حكومة مصر والسلطات الحاكمة في الحجاز تؤثران إلى حد كبير في إرسال الكسوة من مصر أو توقفها.

### العصر الحديث
ظلت كسوة الكعبة المشرفة تُرسل إلى السعودية من مصر عبر القرون، باستثناء فترات زمنية قصيرة ولأسباب سياسية، إلى أن توقف إرسالها نهائياً من مصر سنة 1381هـ. حيث اختصت المملكة العربية السعودية بصناعة كسوة الكعبة المشرفة إلى يومنا هذا.
يرجع اهتمام السعودية بصناعة الكسوة إلى ما قبل عام 1381هـ أي منذ عام 1345هـ، وذلك حين توقفت مصر عن إرسال الكسوة بعد حادثة المحمل الشهيرة في العام السابق 1344هـ. فلما كان عام 1345هـ، وحان وقت مجيء الكسوة الشريفة من مصر، منعت الحكومة المصرية إرسال الكسوة المعتادة للكعبة المعظمة مع عموم العوائد مثل الحنطة والصرور وما شاكل ذلك، التي هي من أوقاف أصحاب الخير إلى أهل الحرمين منذ مئات السنين. ولم تملك منها الحكومة المصرية شيئاً سوى النظارة عليها لأنها الحاكمة على البلاد. ولم تشعر الحكومة السعودية بذلك إلا في غرة ذو الحجة من السنة المذكورة، عندئذ أمر الملك عبد العزيز آل سعود بعمل كسوة للكعبة المشرفة، بغاية السرعة. وعملت كسوة من الجوخ الأسود الفاخر مبطنة بالقلع القوي، ولم يأت اليوم الموعود لكسوة الكعبة المشرفة، وهو يوم النحر العاشر من ذو الحجة من عام 1345هـ، إلا والكعبة المعظمة قد ألبست تلك الكسوة التي عملت في بضعة أيام.
وفي مستهل شهر محرم 1346هـ، أصدر الملك عبد العزيز، أوامره بإنشاء دار خاصة بصناعة الكسوة، وأنشئت تلك الدار بمحلة أجياد أمام دار وزارة المالية العمومية بمكة المكرمة، تمت عمارتها في نحو الستة الأشهر الأولى من عام 1346هـ، فكانت هذه الدار أول مؤسسة خصصت لحياكة كسوة الكعبة المشرفة بالحجاز منذ كسيت الكعبة في العصر الجاهلي إلى العصر الحالي. وأثناء سير العمل في بناء الدار كانت الحكومة السعودية تقوم من جانب آخر، ببذل الجهود لتوفير الإمكانيات اللازمة للبدء في وضع الكسوة والتي تتألف من المواد الخام اللازمة لمصنع الكسوة من حرير ومواد الصباغة، ومن الأنوال التي ينسج عليها القماش اللازم لصنع الكسوة، وقبل كل ذلك وبعده العمل على إيجاد الفنيين اللازمين للعمل في شتى المراحل. وعلى الرغم من أن هذه العناصر الأساسية التي يجب توفرها لمصنع الكسوة، لم يكن أي منها متوفراً لدى المملكة حين ذاك.
وقد كسيت الكعبة المشرفة في ذلك العام 1346هـ، بهذه الكسوة التي تعتبر أول كسوة للكعبة تصنع في مكة المكرمة، وظلت دار الكسوة بأجياد تقوم بصناعة الكسوة الشريفة منذ تشغيلها في عام 1346هـ، واستمرت في صناعتها حتى عام 1358هـ. ثم أغلقت الدار، وعادت مصر بعد الاتفاق مع الحكومة السعودية إلى فتح أبواب صناعة الكسوة بـالقاهرة سنة 1358هـ، وأخذت ترسل الكسوة إلى مكة المكرمة سنوياً حتى عام 1381هـ. ولاختلاف وجهات النظر السياسية بين مصر والدولة السعودية، توقفت مصر عن إرسال الكسوة الشريفة منذ ذلك التاريخ. وقامت الدولة السعودية بإعادة فتح وتشغيل مبنى تابع لوزارة المالية بحي جرول، يقع أمام وزارة الحج والأوقاف سابقاً، والذي أسندت إليه إدارة المصنع، ولم يكن لديها وقت لبناء مصنع حديث. وقد ظل هذا المصنع يقوم بصنع الكسوة الشريفة إلى عام 1397هـ. حيث نقل العمل في الكسوة إلى مصنع كسوة الكعبة المشرفة، الذي تم بناؤه في أم الجود بمكة المكرمة، ولازالت الكسوة الشريفة تصنع به إلى هذا اليوم.

## مراحل التصنيع

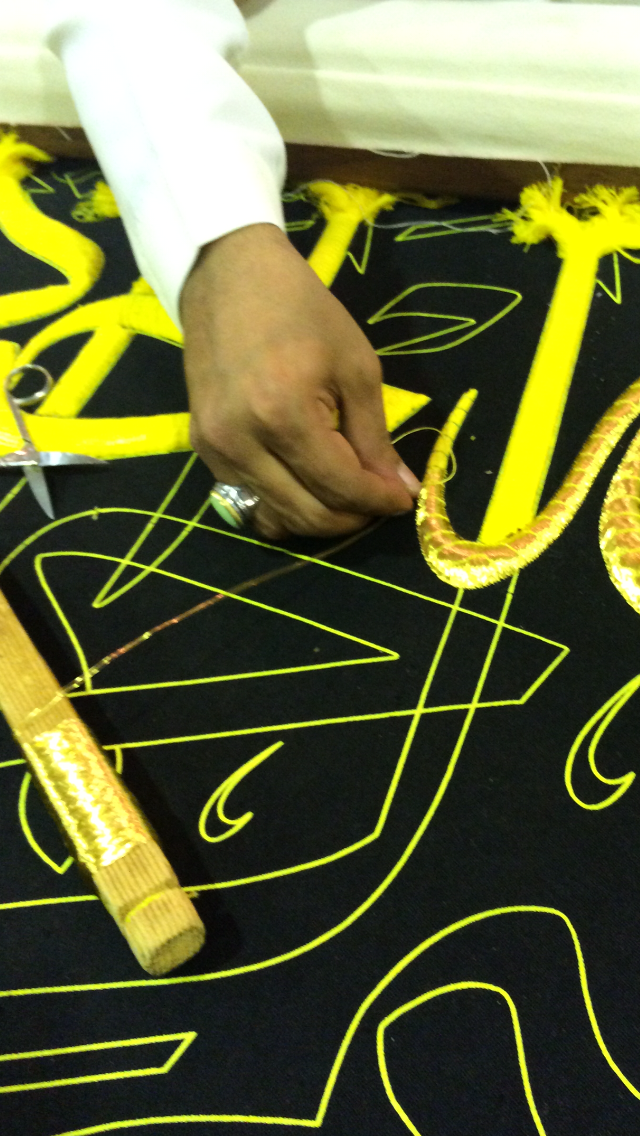
تطريز كسوة الكعبة بأسلاك الفضة والذهب

### الصباغة
الصباغة هي أولى مراحل إنتاج الكسوة بالمصنع؛ حيث يزود قسم الصباغة بأفضل أنواع الحرير الطبيعي الخالص في العالم، ويتم تأمينه على هيئة شلل خام، عبارة عن خيوط مغطاة بطبقة من الصمغ الطبيعي تسمى (سرسين) تجعل لون الحرير يميل إلى الاصفرار، ويتم استيراده من إيطاليا.

### النسيج الآلي
خصص هذا القسم للكسوة الخارجية التي استخدم في تصنيعها نظام الجاكارد الذي يحتوي على العبارات والآيات القرآنية المنسوخة، والآخر خال لكي توضع عليه المطرزات. ومن البديهي أن أي نسيج له تحضيراته الأولية من خيوط السدى، التي تختلف باختلاف النسيج من حيث كثافته وعرضه ونوعه. بدايةً يتم تحويل الشلل المصبوغة إلى كونات (بكرة) خاصة لتجهيزها على كنة السدى لكونها تحتوي على عدد معين من الشلل حسب أطوال الأمتار المطلوب إنتاجها. وبالنسبة لأعداد خيوط السدى للكسوة الخارجية فتبلغ حوالي 9986 فتلة في المتر الواحد، يجمع بعضها بجانب البعض على أسطوانة تعرف بمطواة السدى. وتسمى هذه المرحلة (التسدية). ثم تمر الأطراف الأولى بهذه الخيوط خلال أسنان الأمشاط الخاصة بأنوال النسيج وتوصل إلى مطواة السدى التي تلف آليًّا حسب الطول المطلوب والمحدد من قبل.

بعد الانتهاء من عملية التسدية، تنقل خيوط السدى إلى مطواة المكنة نفسها بالطول والعدد المطلوب. أما خيوط اللحمة (العرضية) فتجمع كل ست فَتَلات منها في فتلة واحدة على (كونات) خاصة تزود بها مكنة النسيج. والجدير بالذكر أن عدد خيوط اللحمة يبلغ ستاًّ وستين (66) فتلة في كل (1سم). وتتضح من عملية إعداد السدى واللحمة كثافة قماش نسيج الكسوة الخارجية، وذلك كي يتحمل تعرضه للعوامل الطبيعية مدة عام كامل. أما بالنسبة للنسيج الخالي، المخصص لتطريز الآيات القرآنية التي توضع على الكسوة من الخارج ويثبت خياطيًّا في إعداد السدى، فيبلغ حوالي 10250 فتلة بعرض 205 سم. أما خيوط اللحمة فتعد لها أربع فَتَلات، لكل فتلة عدد (56 فتلة) في (1سم)، وينتج القماش السادة بعرضين: أحدهما خاص للحزام بعرض (110سم) والثاني يستخدم في إنتاج الهدايا بعرض (90سم) ويتم تزويد قسم الطباعة بهذه الأقمشة لطباعة الآيات والزخارف عليها.

### المختبر
يقوم المختبر بمطابقة الخيوط للمواصفات من حيث رقمها وقوة شدها ومقاومتها، كما يقوم بتركيب ألوان الصبغة وتجربتها على عينات مصغرة من الخيوط لاختيار أفضلها؛ ومن ثم تزويد المصبغة بهذه النسب للعمل بموجبها مع وضع عينة في مكنة الصباغة لكي تعاد ثانية للمختبر لإجراء الاختبارات اللازمة عليها. وبعد إنتاج القماش يتم تزويد المختبر بعينات عشوائية منه ليتم أيضًا فحصها والتأكد من أن جميع المنتج على نفس المواصفات المطلوبة، وذلك من حيث (ثبات اللون - سمكها – مقاومتها للاحتكاك – مقاومتها للظروف الجوية الصعبة لمكة المكرمة). كما يتم عمل بعض الأبحاث لاختيار أفضل أنواع الصباغة وبعض المواد الكيميائية التي تزيد من مقاومة الأقمشة للغسيل والأتربة وزيادة شدها، وكذلك كل الأبحاث التي تساعد على تحسين جودة الأقمشة. وقد تم تأمين أجهزة هذا المختبر من كبرى الشركات العالمية المتخصصة في هذا المجال.

### الطباعة
أحدث قسم الطباعة عام 1399هـ، حيث كانت الطريقة القديمة المستعملة من قبل هي عملية نثر البودرة والجير بفردها على الثقوب المخرمة التي تحدث في حواف الكتابات فتمر من خلال ذلك ويتم طبعها ومن ثم تحديدها بالطباشير على القماش. إن التصميمات الفنية والخطوط المكتوبة على الكسوة ليست ثابتة بل ينالها شيء من التغيير من وقت لآخر بغية الحصول على ما هو أفضل. ثم يجري أخذ إذن تنفيذها من سماحة الرئيس العام لشؤون المسجد الحرام والمسجد النبوي، ثم المقام السامي الكريم. وتشمل التصميمات الزخارف والكتابات المطرزة على الحزام والستارة. في قسم الطباعة يتم أولاً تجهيز المنسج؛ وهو عبارة عن ضلعين متقابلين من الخشب المتين يشد عليهما قماش خام (للبطانة) ثم يثبت عليه قماش حرير أسود (خال) غير منقوش وهو الذي يطبع عليه حزام الكسوة وستارة باب الكعبة المشرفة وكافة المطرزات. تتم الطباعة بواسطة (الشبلونات) أو سلك سكرين أي الشاشة الحريرية، وهذه الشبلونات يتطلب إعدادها جهدًا فنيًّا يضيق المجال عن وصفه بالتفصيل؛ وببساطة فإن الشبلون عبارة عن إطار خشبي من أربعة أضلاع يشد عليه قماش من حرير صناعي ذي مسامٍ صغيرة مفتوحة تسمح بمرور السوائل. حتى يصبح الشبلون قالب طباعة، يجب سد المسام جميعها ما عدا مسامَّ الخطوط أو الرسوم المطلوب طباعتها، وذلك بِدَهْن حرير الشبلون بمادة كيميائية فلمية حساسة من صفتها التجمد في الضوء، وتجفيفه في الفرن المخصص لذلك في الظلام. ثم ينقل التصميم المراد طباعته على شرائح بلاستيكية بقلم خاص وباللون الأسود المعتم، ليصبح فيلم نيجاتيف، بعد ذلك يصور هذا الفيلم وينقل على حرير الشبلون بتعريضهما معًا للضوء لعدة دقائق حيث يستنفذ الضوء من جميع أسطح الفيلم لتتجمد على السطح ما عدا الأجزاء المحددة باللون الأسود، وبعد التصوير والغسيل تسقط المادة غير المتجمدة من تلك الأجزاء المحددة فقط وتصبح وحدها بالحرير مفتوحة المسام وعندئذ يصبح الشبلون قالب طباعة جاهزًا لنقل التصميم على القماش مئات المرات. ويتم ذلك بواسطة أحبار خاصة تجهز في القسم، حيث تسقط تلك الأحبار من خلال المسام المفتوحة بالشبلون محددة الخيوط أو الرسوم المطلوبة طباعتها بشكل دقيق وثابت.

### التطريز

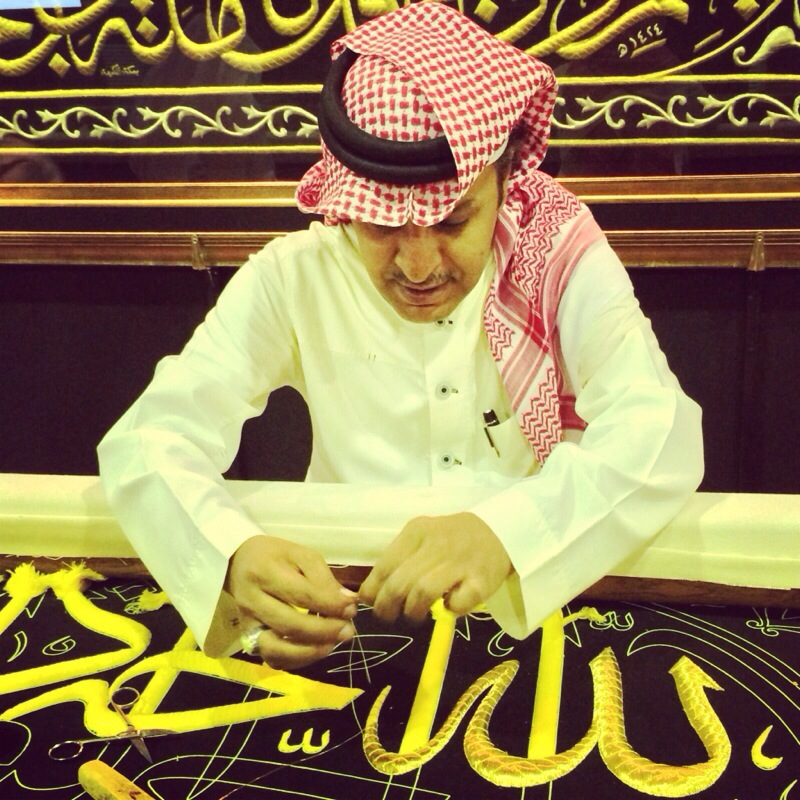
تطريز كسوة الكعبة بالأسلاك الفضية والذهبية تتم أولاً بوضع الخيوط القطنية بكثافات مختلفة فوق الخطوط والزخارف.

بعد إنتاج الأقمشة وبعد أن تتم طباعة النسيج الخالي منها كما تم التوضيح سابقًا بقسم الطباعة، فإن أهم ما يميز ثوب الكعبة المشرفة هو التطريز بالأسلاك الفضية والذهبية، وتتم هذه العملية الفريدة أولاً بوضع الخيوط القطنية بكثافات مختلفة فوق الخطوط والزخارف، مع الملاحظة الفنية في كيفية أصول التطريز، المطبوعة على الأقمشة المشدودة على المنسج الذي يشكل (إطارًا) على مستوى سطح القماش، ثم يطرز فوقها بخيوط متراصة من القطن الأصفر لما سيطرز عليه بالأسلاك المذهبة، ومن القطن الأبيض لما سيطرز عليه بالأسلاك الفضية في اتجاهات متقابلة وبدقة ليتكون الهيكل الأساسي البارز للتصميم والحروف، ثم يغطى هذا التطريز بأسلاك من الفضة المطلية بالذهب ليتكون في النهاية تطريزٌ بارزٌ مذهبٌ يصل ارتفاعه فوق سطح القماش من (1-2.5 سم). وتعمل الأيدي دون ملل أو تعب وبمهارة عالية في تنفيذ تحفة فنية رائعة تتجلى فيها روعة الإتقان ودقة التنفيذ وجمال الخط العربي الأصيل.

### الخياطة والتجميع
تم تحديث هذا القسم بالآلات الجديدة عام 1422هـ، ويتم إنتاج قماش الكسوة من مكنة الجاكارد على هيئة قطع كبيرة (طاقة) كل قطعة بعرض (10سم) وبطول 14م (15 تكرارًا). يتم تفصيل كل جنب من جوانب الكعبة على حدة حسب عرض الجنب، وذلك بتوصيل القطع بعضها ببعض مع المحافظة على التصميم الموجود عليها، ومن ثم تبطينها بقماش القلع (القطن) بنفس العرض والطول، وعند التوصيلات تتم خياطتها بمكائن الخياطة الآلية، ويتوفر قسم الخياطة والتجميع على مكنة تمتاز بكبر حجمها في الطول، إذ تبلغ حوالي (16 مترًا) وبطاولة خياطة (14 مترًا) ومزودة بجهازي خط ليزر لتحديد مكان وضع الخامات على الكسوة، وتعتبر أكبر ماكينة خياطة في العالم من حيث الطول، وهي خاصة بتجميع طاقات القماش جنبًا إلى جنب، وتعمل بنظام تحكم آلي (كمبيوتر) مع ضغط هواء بنسبة (5 بار)، وبها خاصية تثبيت القماش مع البطانة (القلع) في وقت واحد بكينار متين مصنوع من القطن بعرض 7 سم تقريبًا، لتزيد من متانتها وقوة تحملها أثناء التعليق. ويتم تثبيته في أعلى الثوب بعرى حبال، ويخاط مباشرة على الثوب بواسطة المكائن التي تعمل بنظام تحكم آلي. تثبت القطع المطرزة للحزام وما تحته والقناديل الخاصة بكل جنب من جوانب الكعبة بنظام آلي كذلك. وفي ما يلي مقاسات الكعبة المشرفة بجوانبها الأربعة المختلفة المقاسات : (1) جهة ما بين الركنين (10.29) مترًا (11 طاقة) (2) جهة باب الكعبة (11.82) مترًا (12.50 طاقة) (3) جهة الحِجْر (10.30) مترًا (10.50 طاقة) (4) جهة باب الملك فهد (12.15) مترًا (13 طاقة).

### احتفال سنوي
عقب انتهاء جميع مراحل الإنتاج والتصنيع، وفي منتصف شهر ذي القعدة تقريبا، يقام في موسم حج كل عام احتفال سنوي في مصنع كسوة الكعبة المشرفة يتم فيه تسليم كسوة الكعبة المشرفة إلى كبير سدنة بيت الله الحرام، ويقوم بتسليم الكسوة الرئيس العام لشؤون المسجد الحرام والمسجد النبوي كما يسلم كيسا لوضع مفتاح باب الكعبة تم إنتاجه في المصنع.

## موعد استبدال كسوة الكعبة المشرفة

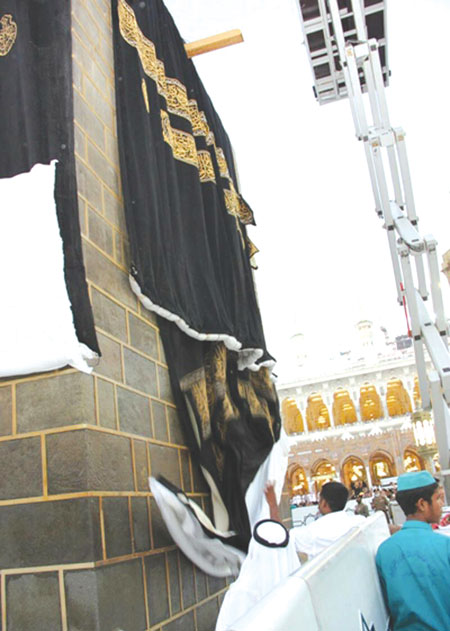
استبدال كسوة الكعبة المشرفة

تستبدل الكعبة المشرفة كسوتها مرة واحدة كل عام، وقد جرت العادة أن تبدأ مراسم استبدال الكسوة عصر يوم عرفة من كل عام أثناء موسم الحج وبعد أن يتوجه الحجاج إلى صعيد عرفات.
في العام 2022 للميلاد، تم تغيير موعد تبديل كسوة الكعبة المشرفة ليصبح في اليوم الأول من شهر محرم الجهري، بدلاً من الموعد القديم الذي كان يوافق يوم عرفة من كل عام أثناء موسم الحج.
وبالتالي، أصبح الموعد الجديد لتبديل كسوة الكعبة المشرفة في غرة شهر الله المحرم مطلع كل عام هجري جديد.
بدأ العمل بالموعد الجديد لتبديل كسوة الكعبة لأول مرة في ليلة يوم السبت، الأول من شهر محرم 1444 هـ، الموافق 30 يوليو 2022 م.
بعد إحضار الثوب الجديد، يقوم المشاركون في عملية استبدالها عبر سلم كهربائي بتثبيت قطع الثوب الجديد على واجهات الكعبة الأربعة على التوالي فوق الثوب القديم. وتثبت القطع في عرى معدنية خاصة (47 عروة) مثبتة في سطح الكعبة، ليتم فك حبال الثوب القديم ليقع تحت الثوب الجديد نظرا لكراهية ترك واجهات الكعبة مكشوفة بلا ساتر.
ويتولى الفنيون في مصنع الكسوة عملية تشبيك قطع الثوب جانبا مع الآخر، إضافة إلى تثبيت قطع الحزام فوق الكسوة (16 قطعة جميع أطوالها نحو 27 مترا) و6 قطع تحت الحزام، وقطعة مكتوب عليها عبارات تؤرخ إهداء خادم الحرمين الشريفين لثوب الكعبة وسنة الصنع، ومن ثم تثبت 4 قطع صمدية (قل هو الله أحد الله الصمد) توضع على الأركان، و11 قطعة على شكل قناديل مكتوب عليها آيات قرآنية توضع بين أضلاع الكعبة الأربعة.
تغسل الكعبة مرتين في السنة: الأولى في شهر شعبان، والثانية في شهر ذي الحجة. ويستخدم في غسلها ماء زمزم، ودهن العود، وماء الورد، ويتم غسل الأرضية والجدران الأربعة من الداخل بارتفاع متر ونصف المتر، ثم تجفف وتعطر بدهن العود الثمين.

### أصعب مراحل تغيير الكسوة
آخر قطعة يتم تركيبها هي ستارة باب الكعبة المشرفة وهي أصعب مراحل عملية تغيير الكسوة، وبعد الانتهاء منها تتم عملية رفع ثوب الكعبة المبطن بقطع متينة من القماش الأبيض، وبارتفاع نحو مترين من شاذروان (القاعدة الرخامية للكعبة) والمعروفة بعملية (إحرام الكعبة).
ويرفع ثوب الكعبة لكي لا يقوم بعض الحجاج والمعتمرين بتمزيقه للحصول على قطع صغيرة طلبا للبركة والذكرى. ويتم تسليم الثوب القديم بجميع متعلقاته للحكومة السعودية التي تتولى عملية تقسيمه كقطع صغيرة وفق اعتبارات معينة لتقديمه كهدية لكبار الضيوف والمسؤولين وعدد من المؤسسات الدينية والهيئات العالمية والسفارات السعودية في الخارج.
ويستهلك الثوب الواحد للكعبة نحو 670 كيلوغراما من الحرير الطبيعي و150 كيلوغراما من سلك الذهب والفضة، ويبلغ مسطحه الإجمالي 658 مترا مربعا ويتكون من 47 لفة، طول الواحدة 14 مترا بعرض 95 سنتيمترا. ويكلف الثوب الواحد نحو 17 مليون ريال سعودي.
ونقل الحافظ في الفتح إجماع المسلمين على جواز ستر الكعبة بالديباج، وذكر آثاراً كثيرة تدلُ على أن كسوتها كانت معروفة بين السلف، بل كانت مما يحرصون عليه، فمن هذه الآثار: ما أخرج الفاكهي من طريق ابن خيثم قال: حدثني رجل من بني شيبة قال: رأيت شيبة بن عثمان يقسم ما سقط من كسوة الكعبة على المساكين.
وأخرج من طريق ابن أبي نجيح عن أبيه: أن عمر كان ينزع كسوة البيت كل سنة فيقسمها على حجاج البيت العتيق.
وروى الواقدي عن إبراهيم بن أبي ربيعة قال: كسي البيت في الجاهلية الأنطاع، ثم كساه رسول الله صلى الله عليه وسلم الثياب اليمانية، ثم كساه عمر وعثمان القباطي، ثم كساه الحجاج الديباج.

## وصف كسوة الكعبة المشرفة

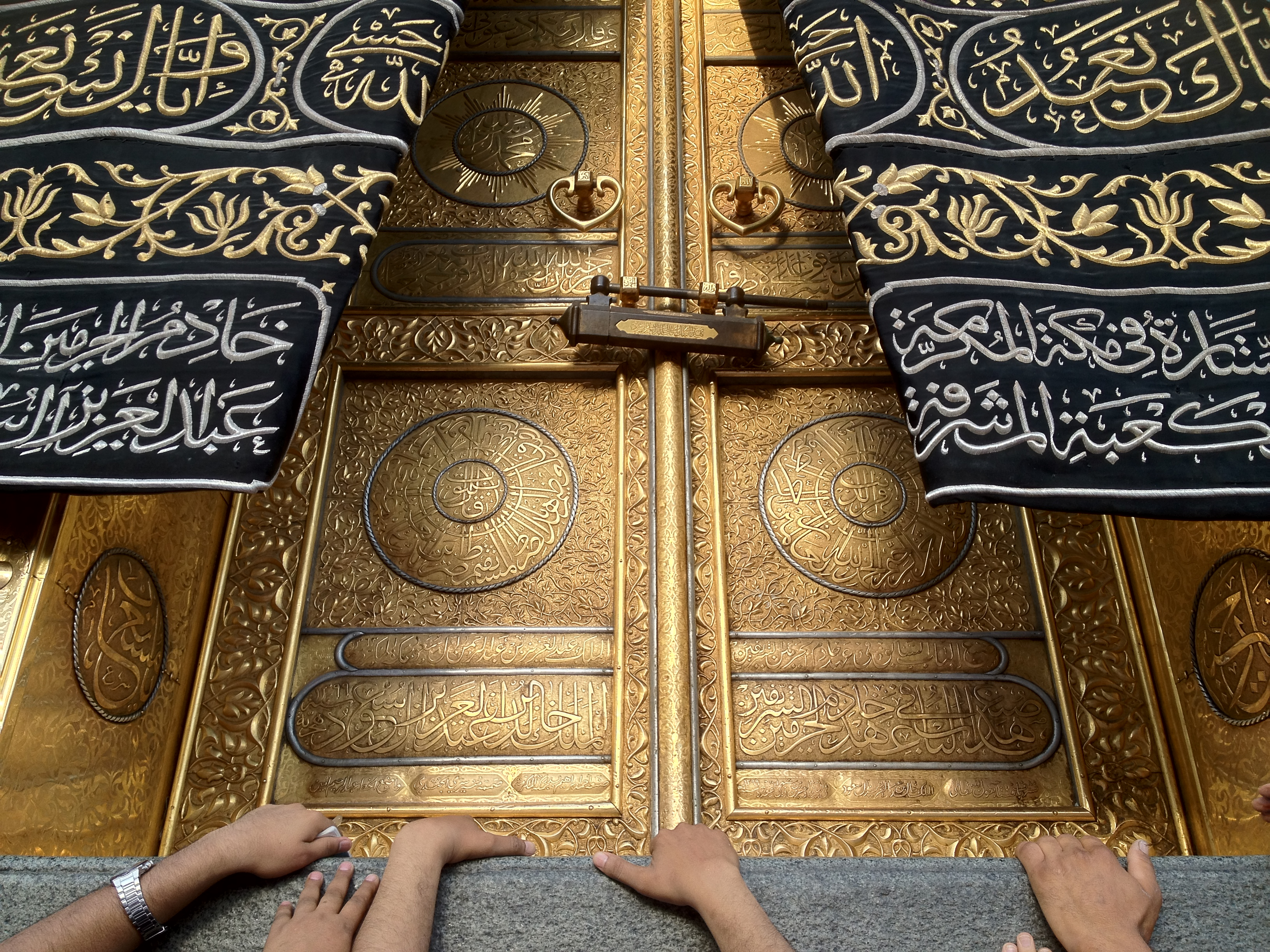
كسوة الكعبة المشرفة من جهة الباب، صنعت في عهد الملك عبد الله بن عبد العزيز في مكة المكرمة

يتم إنتاج قماش الكسوة على هيئة قطع كبيرة (طاقة) كل قطعة بعرض (10سم) وبطول 14م (15 تكرارًا). يفصل كل جنب من جوانب الكعبة على حدة حسب عرض الجنب، وذلك بتوصيل القطع بعضها مع بعض مع المحافظة على التصميم الموجود عليها، ومن ثم تبطينها بقماش القلع (القطن) بنفس العرض والطول وفيما يلي مقاسات الكعبة المشرفة بجوانبها الأربعة المختلفة المقاسات :
- (1) جهة ما بين الركنين (10.29) مترًا (11 طاقة)
- (2) جهة باب الكعبة (11.82) مترًا (12.50 طاقة)
- (3) جهة الحِجْر (10.30) مترًا (10.50 طاقة)
- (4) جهة باب الملك فهد (12.15) مترًا (13 طاقة)

ونظرًا لثقل ستارة الباب، يتم تعليقها مباشرة على جدار الكعبة المشرفة، وقبيل تغيير الثوب تشكل لجنة من المختصين في المصنع لمراجعة وتثبيت القطع المطرزة في مكانها المناسب، وكذلك التأكد من اتصال تكرار الجاكارد والتأكد من عرض كل جنب على حدة والقطع المطرزة المثبتة عليه.
ويبلغ عدد العاملين في إنتاج الكسوة 240 عاملاً وموظفاً وفنياً وإداريًّا، وتصنع كسوة الكعبة المشرفة من الحرير الطبيعي الخالص المصبوغ باللون الأسود المنقوش عليه بطريقة الجاكار عبارة «لا إله إلا الله محمد رسول الله»، «الله جل جلاله»، «سبحان الله وبحمده سبحان الله العظيم»، «يا حنان يا منان». كما يوجد تحت الحزام على الأركان سورة الإخلاص مكتوبة داخل دائرة محاطة بشكل مربع من الزخارف الإسلامية. ويبلغ ارتفاع الثوب 14 متراً، ويوجد في الثلث الأعلى من هذا الارتفاع حزام الكسوة بعرض 95 سنتمتراً، وهو مكتوب عليه بعض الآيات القرآنية ومحاط بإطارين من الزخارف الإسلامية ومطرز بتطريز بارز مغطى بسلك فضي مطلي بالذهب، ويبلغ طول الحزام (47) متراً، ويتكون من (16) قطعة، كما تشتمل الكسوة على ستارة باب الكعبة المصنوعة من الحرير الطبيعي الخالص، ويبلغ ارتفاعها سبعة أمتار ونصفاً وبعرض أربعة أمتار مكتوب عليها آيات قرآنية وزخارف إسلامية ومطرزة تطريزاً بارزاً مغطى بأسلاك الفضة المطلية بالذهب، وتبطن الكسوة بقماش خام.

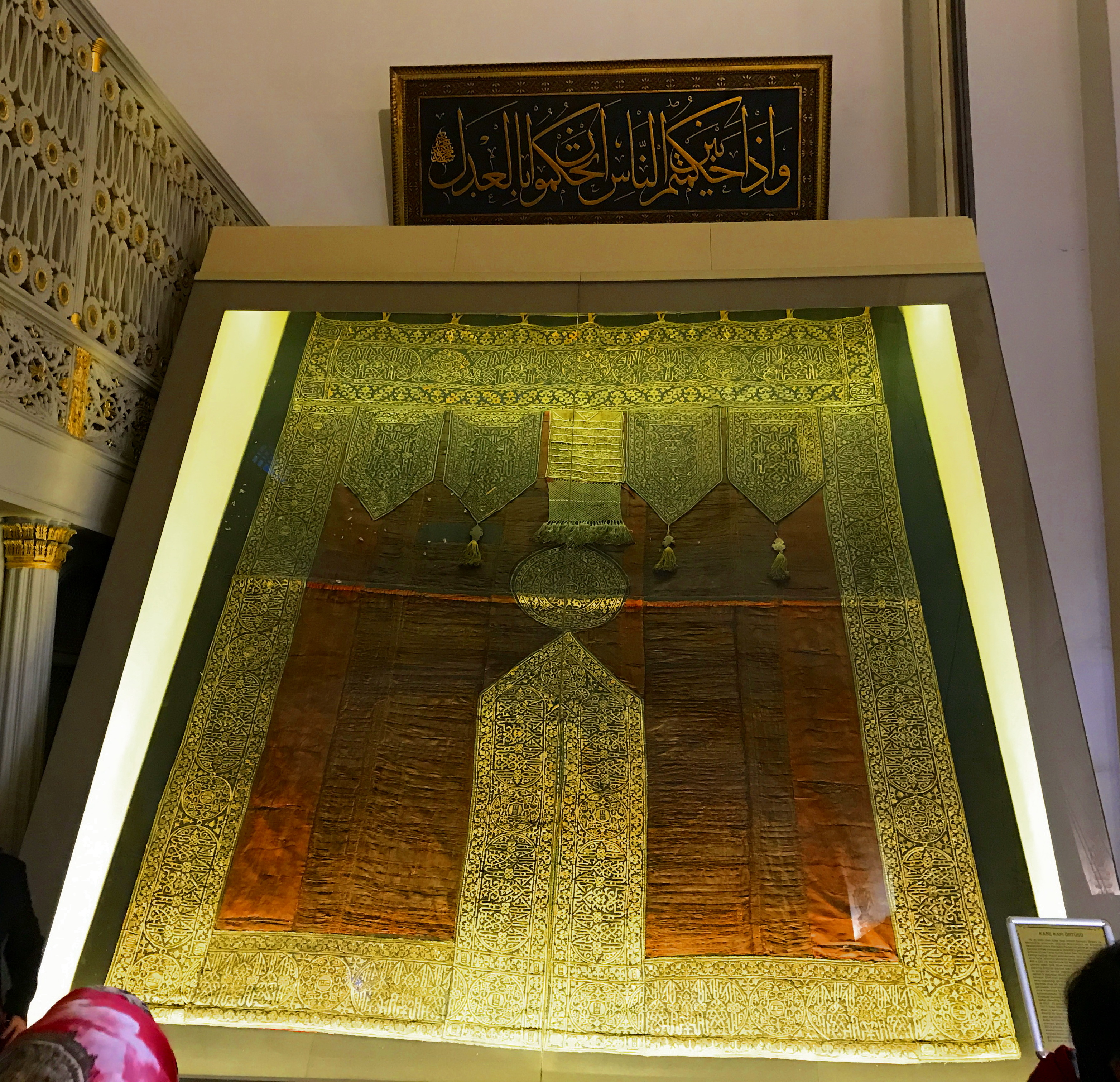
أقدم ستارة لباب الكعبة الشريفة معروفة في حالة كاملة، والتي أعدها المماليك في مصر عام 1516م.
أُُحضرت تلك الكسوة من مكة بعد استبدالها بأخرى جديدة في أول حج بعد الفتح العثماني لمصر والحجاز، وأُعطيت لخليفة المسلمين السلطان سليم الأول (سليم يافوز) عام 1517م فأودعها بأولو جامع ببورصة، عاصمة العثمانيين يومئذ. وتلك الكسوة تُعتبر وثيقة سياسية هامة تمثل انتقال الخلافة من مصر إلى الدولة العثمانية،
ظلت الكسوة الشريفة معروضة بالجامع 600 عام مُعلقة على الحائط حتى تم ترميمها عام 2009م بعدما اهترأت بشدة، فوُضعت بعد الترميم في صندوق زجاجي محكم تحت درجة حرارة ورطوبة منخفضة للمحافظة عليها، وهي معروضة للمصلين والزوّار في جدار القبلة بالمسجد.
يبلغ طول تلك الستارة 6.5 مترا وعرضها 3.45 مترا وبها خيوط من حرير.

## مصنع كسوة الكعبة المشرفة
في سنة 1344هـ وقعت حادثة المحمل المصري المشهورة حيث امتنعت مصر عن إرسال الكسوة في سنة 1345هـ. لم يتم إعلام الحكومة السعودية بذلك إلاّ في غرة شهر ذي الحجة، فصدر الأمر الملكي بعمل كسوة الكعبة المشرفة لهذه السنة بأسرع ما يمكن وفي أيام معدودة، حتى يتم إكساء الكعبة في العاشر من ذي الحجة. وبالفعل تم ذلك، وكانت البداية لصنع الكسوة بمدينة مكة المكرمة في العهد السعودي.

### أول مصنع للكسوة المشرفة
في مستهل شهر محرم سنة 1346هـ، صدر أمر الملك عبد العزيز بإنشاء دار خاصة لصناعة كسوة الكعبة المشرفة في منطقة أجياد في مكة المكرمة، أمام دار وزارة المالية العمومية، وقد تمت عمارة هذه الدار على مساحة (1500)م2، فكانت أول مصنع لحياكة كسوة الكعبة المشرفة بالحجاز منذ وقت طويلٍ.
وأثناء سير العمل في بناء هذا المصنع، كانت الحكومة السعودية تقوم بتوفير الإمكانيات اللازمة للبدء في عمل الكسوة من المواد الخام اللازمة كالحرير ومواد الصباغة، والأنوال التي ينسج عليها القماش، والفنيين اللازمين. وتم بناء المصنع الجديد من طابق واحد في ستة أشهر. وفي أول رجب من نفس العام 1346هـ، وصل من الهند إلى مكة المكرمة إثنا عشر نولاً يدوياً، وأصناف الحرير المطلوبة، ومواد الصباغة اللازمة، والعمال، والفنيون اللازمون، وكان عددهم ستين عاملاً: أربعون منهم من (المعلمين) الذين يجيدون فن التطريز على الأقمشة، وعشرون من العمال المساعدين. وعند حضورهم إلى مكة المكرمة نصبت الأنوال ووزعت الأعمال، وسار العمل على قدم وساق في صنع الكسوة وتطريزها، حتى تمكنوا من إنجازها في نهاية شهر ذي القعدة عام 1346هـ، وظلت هذه الدار تصنع الكسوة طوال عشر سنوات، حتى تم التفاهم بين الحكومتين المصرية والسعودية عام 1355هـ، فاستأنفت مصر إرسال الكسوة مرة أخرى إلى عام 1381هـ، حيث امتنعت بعده نهائياً عن إرسال كسوة الكعبة.
وفي عام 1382 أعادت الحكومة السعودية فتح مصنع الكسوة وظلت الكسوة تصنع به إلى عام 1397هـ.

### مصنع الكسوة بأم الجود
في يوم السبت السابع من ربيع الآخر سنة 1397هـ، تم افتتاح مصنع الكسوة الجديد بأم الجود بمكة المكرمة تحت رعاية الأمير فهد بن عبد العزيز ولي العهد نائب رئيس مجلس الوزراء وزير الداخلية آنذاك. وقد ناب عنه في حفل الافتتاح الأمير فواز بن عبد العزيز أمير منطقة مكة المكرمة ورئيس لجنة الحج العليا آنذاك.
يشمل هذا المصنع أقسامًا مختلفة لتنفيذ مراحل صناعة الكسوة ابتداءً من صباغة غزل الحرير، ومرورًا بعمليات النسيج، وعمليات التطريز، وأخيرًا مرحلة التجميع، ويضم هذا المصنع حوالي (200 عامل) بالإضافة إلى الجهاز الإداري للمصنع، بإشراف الرئاسة العامة لشؤون المسجد الحرام والمسجد النبوي التي أسند إليها الإشراف على المصنع منذ عام 1414هـ. دخلت تطورات كثيرة في صناعة النسيج وحياكة الكسوة، وصار العمل في هذا المصنع أكثر إتقانا وجمالا مما كان عليه سابقًا. وفي عهد خادم الحرمين الشريفين الملك فهد بن عبد العزيز، لقي المصنع عناية خاصة؛ فقد حصل فيه توسُّع كبير وتطوير بإدخال الأعمال الميكانيكية التي يمكن الاستغناء بها عن الأعمال اليدوية، فتم توفير أحدث آلات النسج والحياكة.
يحتوي مصنع الكسوة على مجموعة قيمة من التحف والمقتنيات الأثرية للمسجد الحرام والمسجد النبوي، بالإضافة إلى مراحل صناعة كسوة الكعبة المشرفة بالمصنع.
يفتح المصنع أبوابه للزائرين من جميع أنحاء العالم سواء كانوا هيئات أو مؤسسات أو أفرادًا أو طلابًا، حيث يرتاده كثير من الشخصيات المهمة في العالم الإسلامي وبعض الهيئات والمؤسسات العالمية، وكذلك مجموعات الطلاب التي تأتي بصفة دورية للاطلاع على أقسام المصنع.
وفي إحصائية لعدد الزوار من الحجاج والمعتمرين من دول العالم المختلفة الذين يزورون مصنع كسوة الكعبة المشرفة:
- في عام 1420هـ (36100) زائراً.
- في عام 1421هـ (41620) زائرًا.
- في عام 1422هـ (41423) زائرًا .
- في عام 1423هـ (47237) زائرًا .
- في عام 1424هـ (65000) زائراً.

## معرض الصور

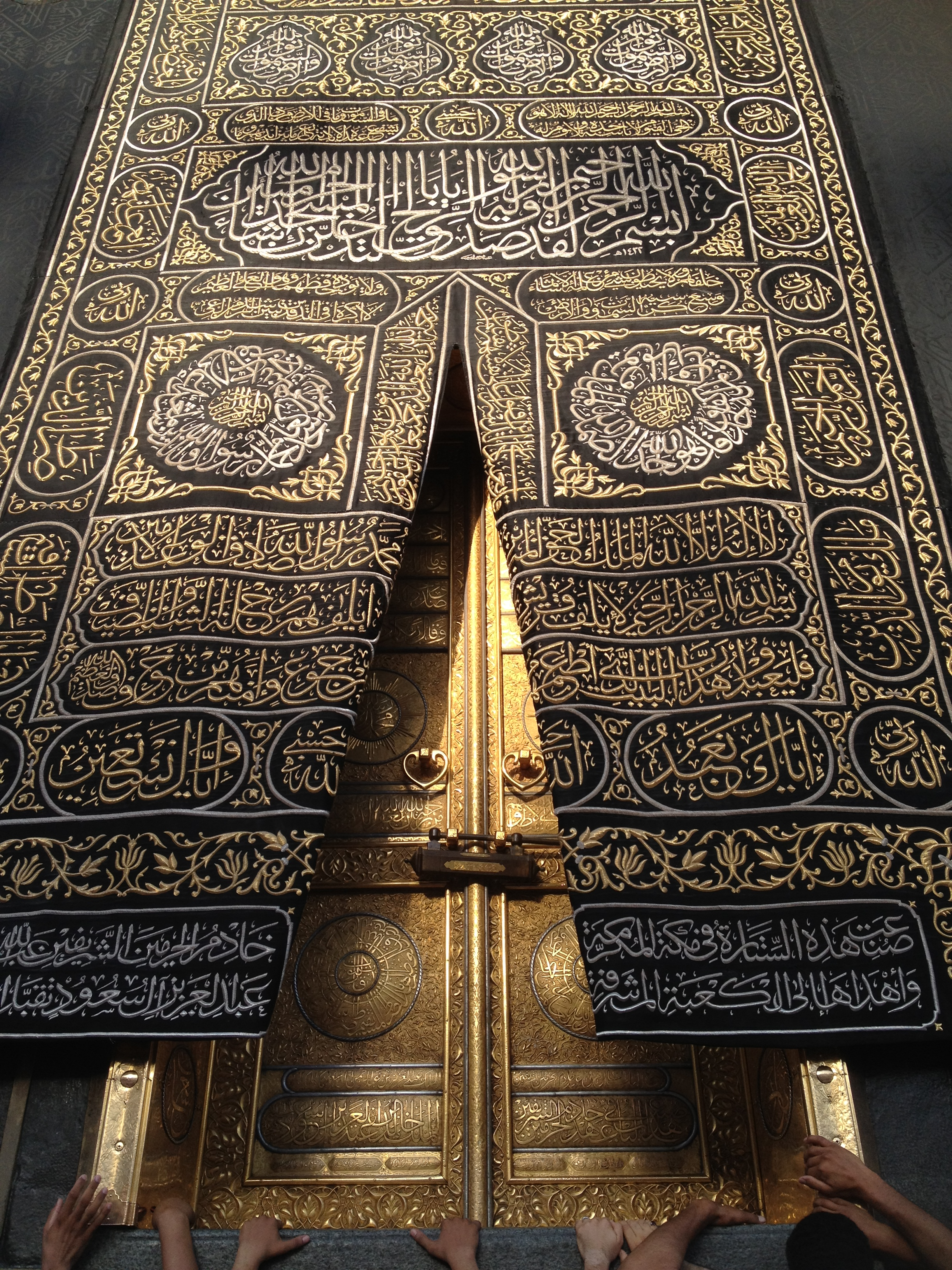
باب وكسوة الكعبة المشرفة
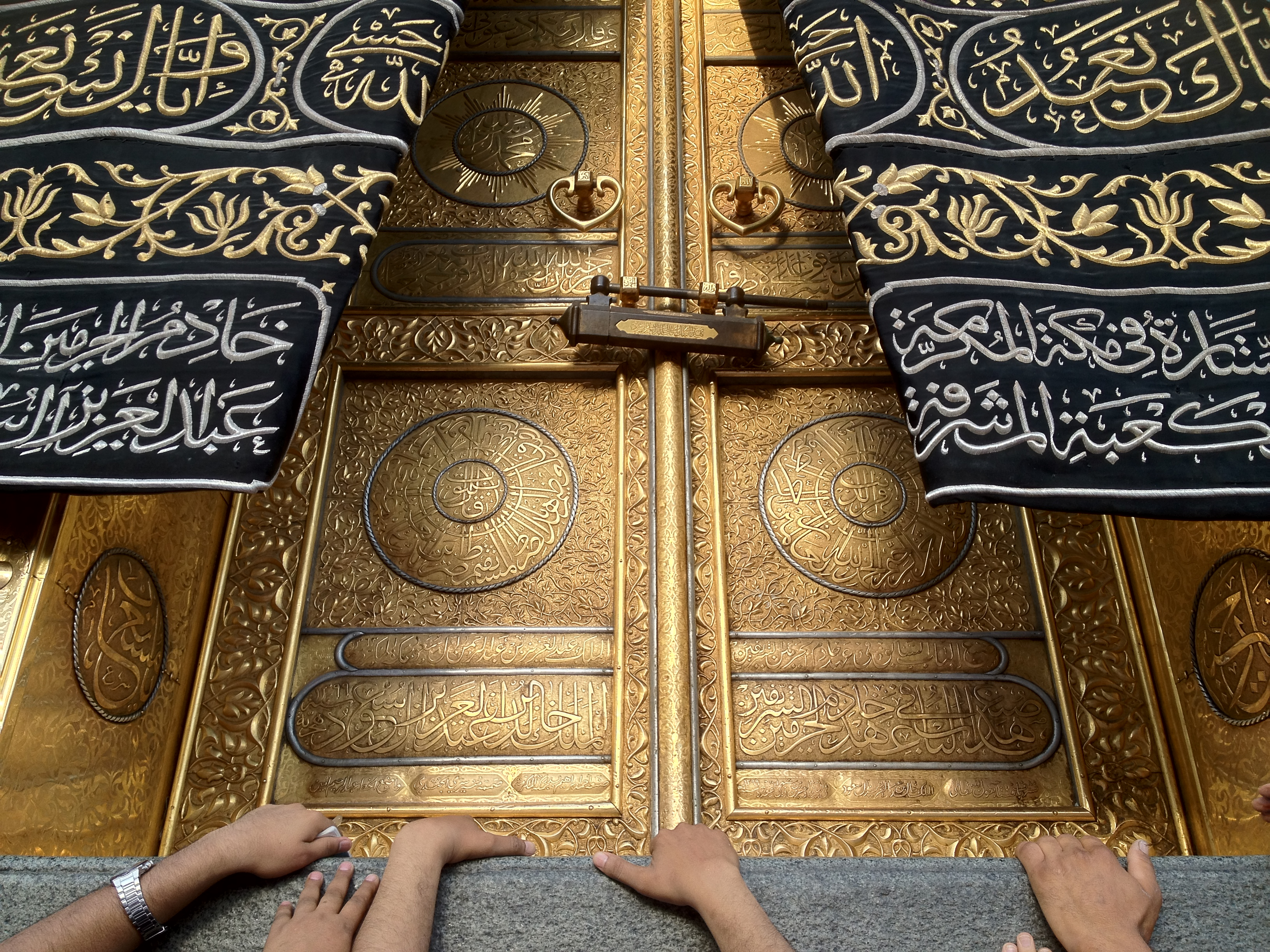
كسوة الكعبة المشرفة من جهة الباب، صنعت في عهد الملك عبد الله بن عبد العزيز في مكة المكرمة
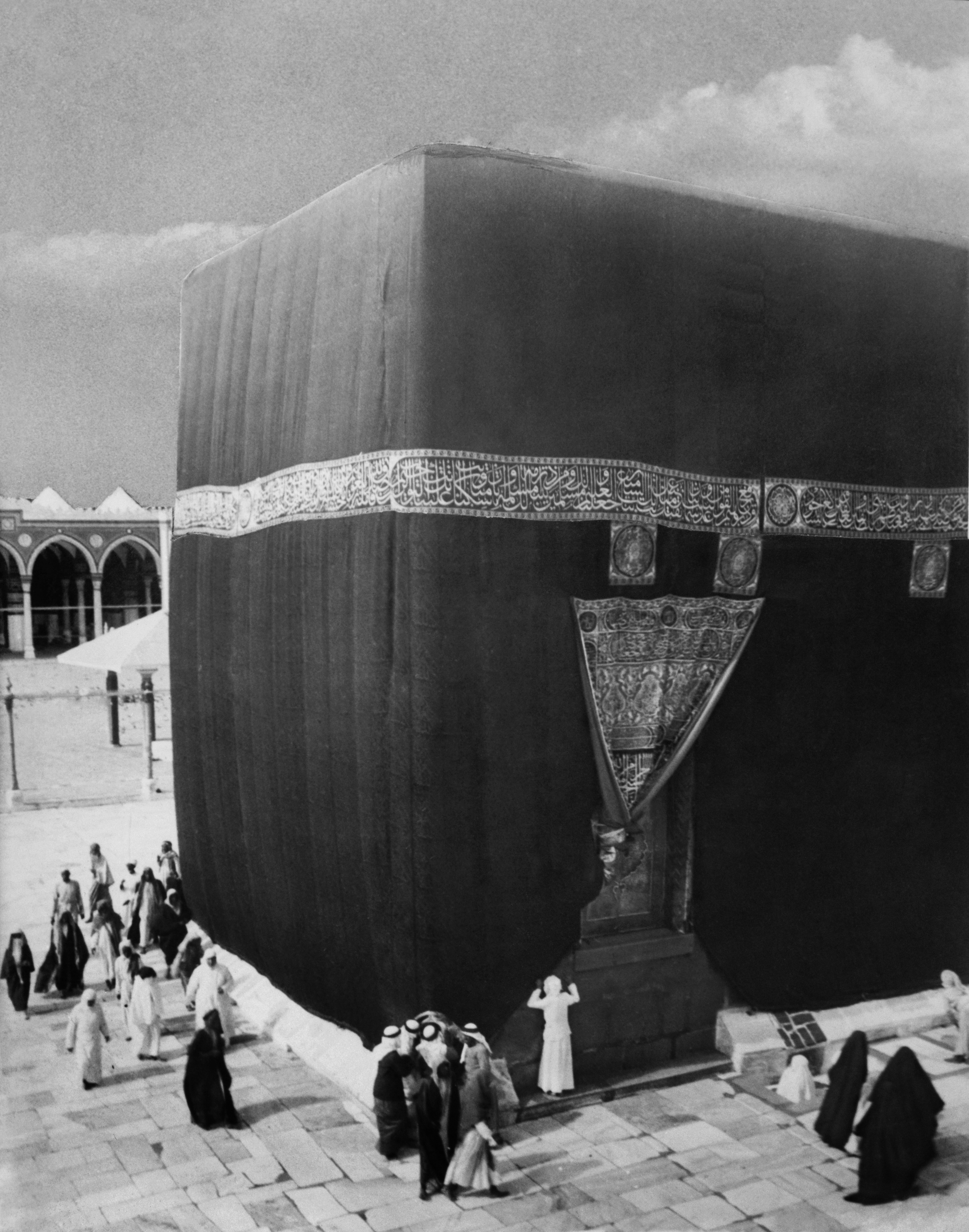
الكعبة المشرفة في عام 1910.
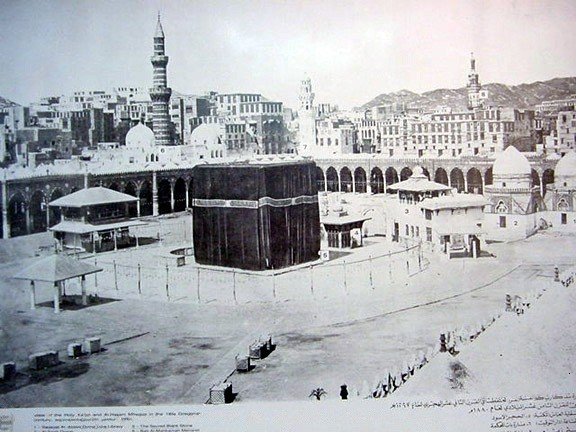
الكعبة عام 1880 م (1297 هـ)
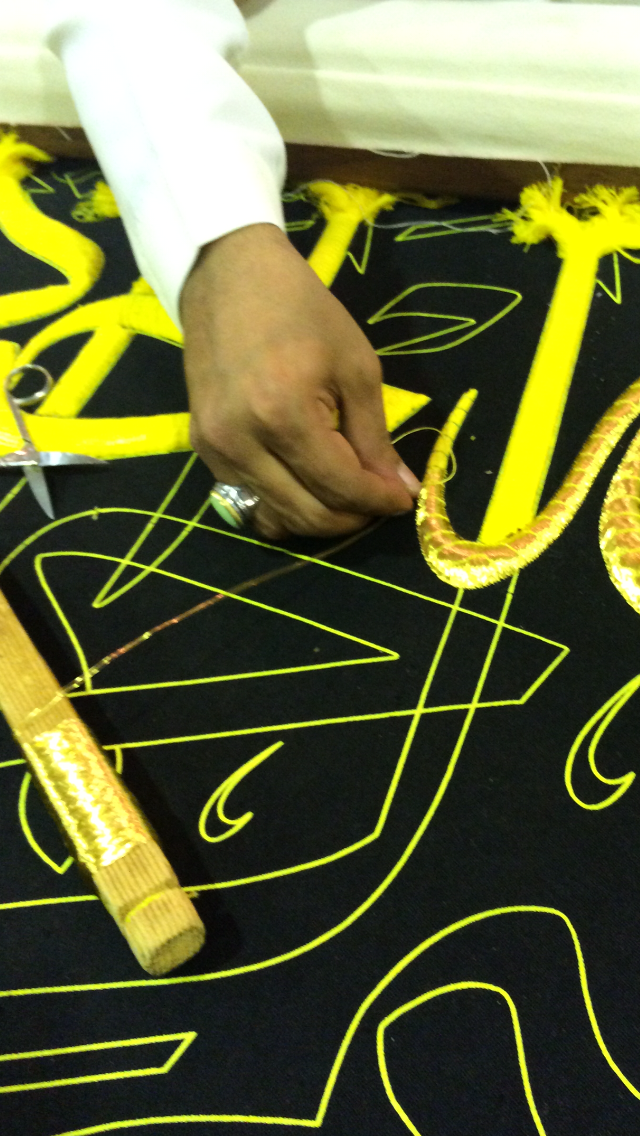
تطريز كسوة الكعبة بأسلاك الفضة والذهب
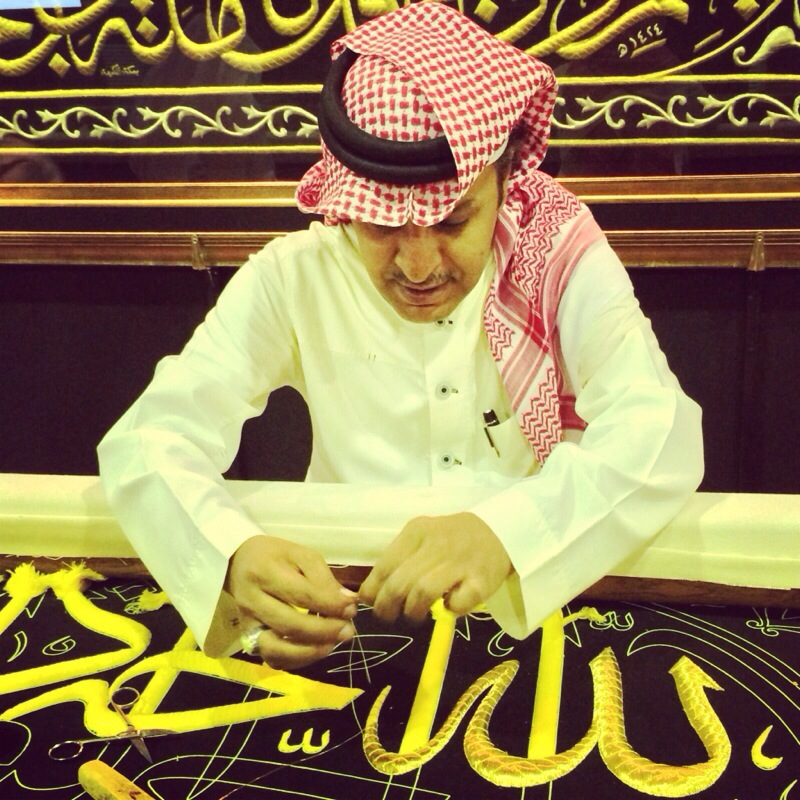
تطريز كسوة الكعبة بالأسلاك الفضية والذهبية تتم أولاً بوضع الخيوط القطنية بكثافات مختلفة فوق الخطوط والزخارف.
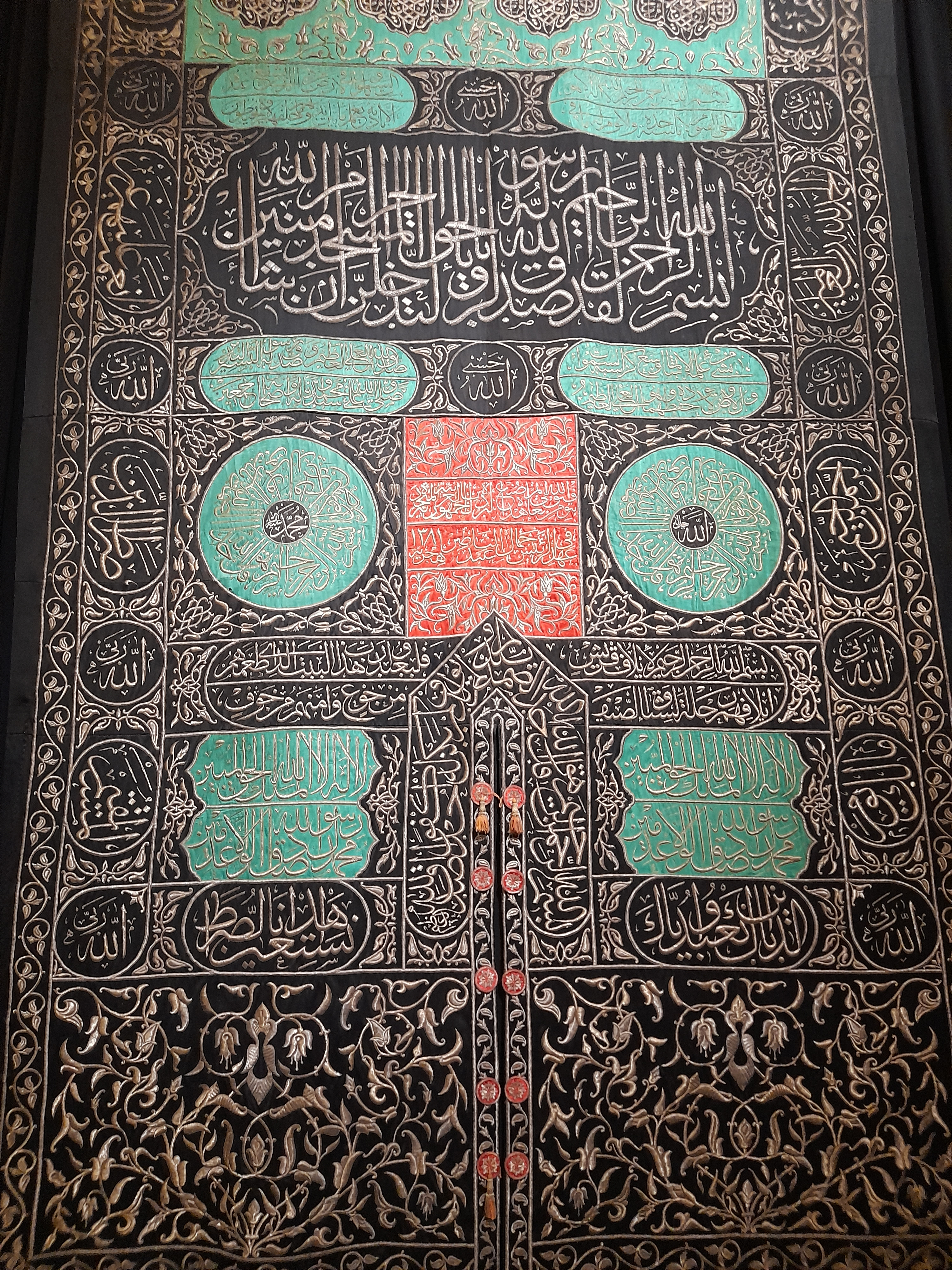
ستار باب الكعبة لآخر كسوة مصرية للكعبة والمصنوعة عام 1381 هـ قبل أن تتولى المملكة العربية السعودية صناعة الكسوة.

## وصلات خارجية
- مصنع كسوة الكعبة الموقع الرسمي
- فيديو -YouTube- تغيير كسوة الكعبة المشرفة كاملة - الجمعة 9 ذو الحجة 1435هـ - 2014 - يوم عرفة